# 莫托維利夫卡 (柳巴爾區)
49°48′36″N 27°47′44″E / 49.81000°N 27.79556°E
莫托維利夫卡（烏克蘭語：Мотовилівка）是烏克蘭北部的村莊，隸屬日托米爾州的日托米爾區。該村始建於1601年，面積28.54平方公里，海拔高度268米，2001年人口929，人口密度每平方公里32.56人。